# Eristalis

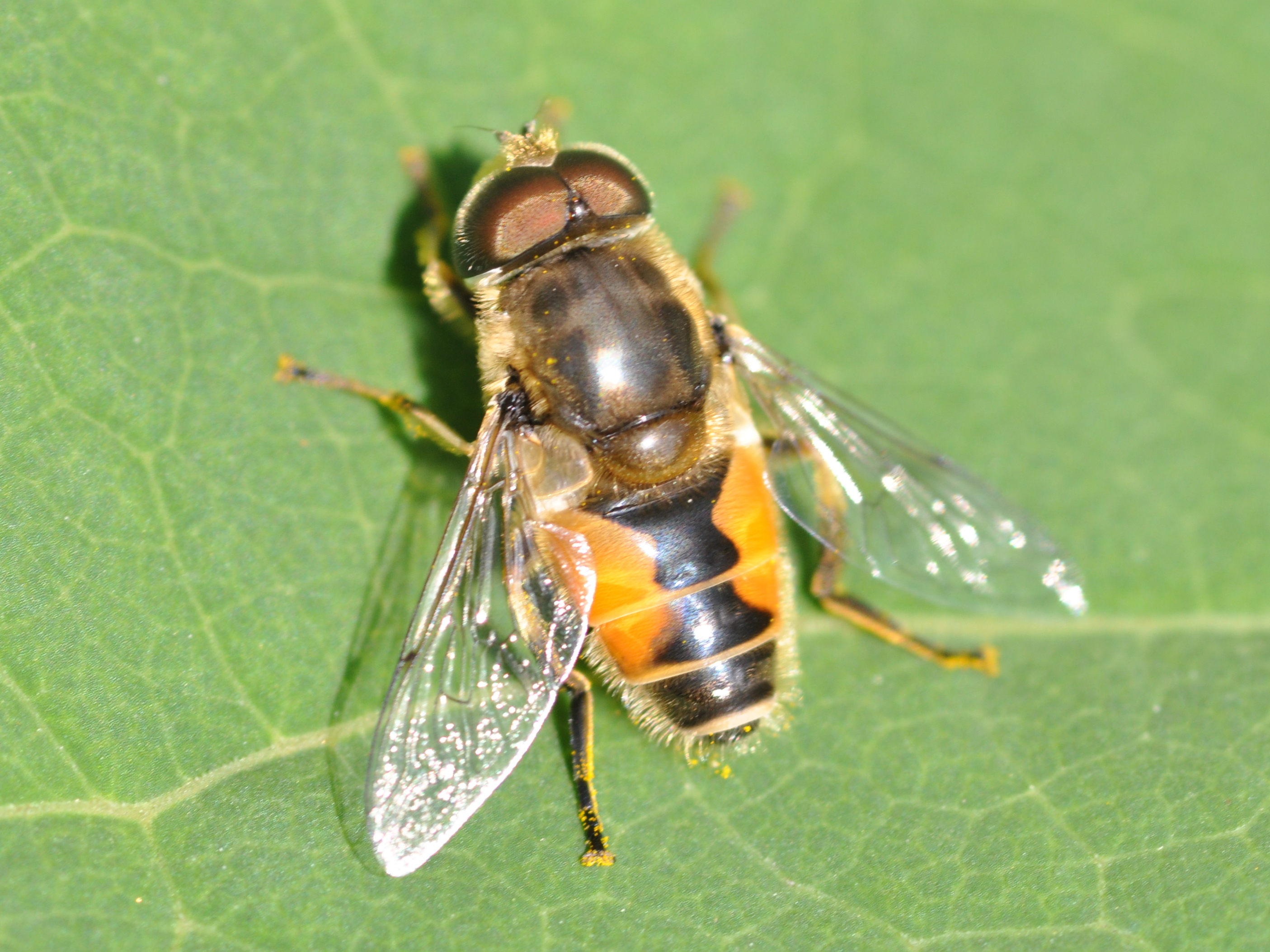
Eristalis arbustorum

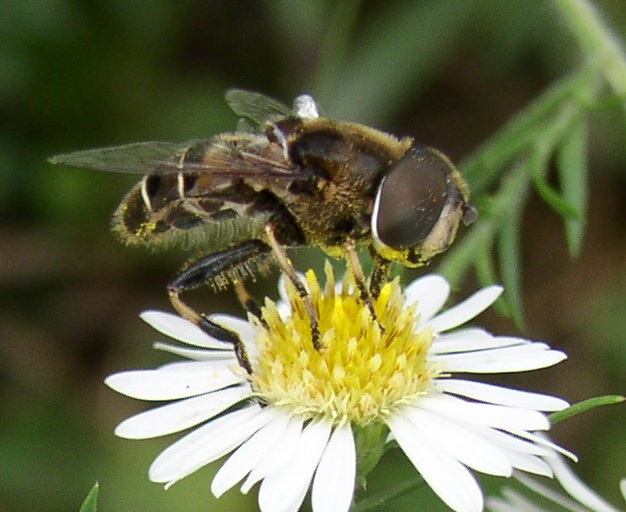
Eristalis dimidiata hembra

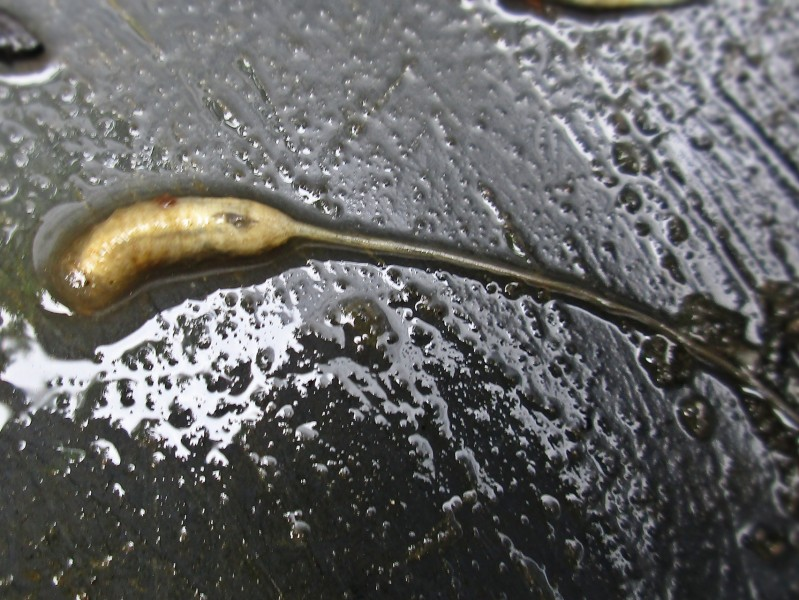
Larva

Eristalis es un numeroso género de dípteros braquíceros de la familia Syrphidae (moscas de las flores). Una especie muy común de este género es Eristalis tenax. Son polinizadores, y sus larvas son acuáticas, y respiran con un largo esnórquel. Los adultos, totalmente inofensivos, mimetizan las abejas.
Miden 7 a 17 mm de largo. Están cubiertos de vello desde moderado a abundante. La cabeza es más ancha que alta y suele ser del ancho del tórax o más ancha. Las antenas son cortas con el tercer segmento más largo. Los ojos pueden tener pelos o no. Los machos tienen ojos más grandes que las hembras a tal punto que en algunas especies se tocan arriba de la cabeza. El abdomen suele tener bandas amarillas y de color oscuro.
Son de distribución holártica. Las larvas se alimentan de pequeños organismos acuáticos. A los adultos se los encuentra en prados o campos. Se los ve a menudo visitando flores, donde se alimentan de néctar.
En raros casos la ingestión accidental de huevos, cuyas larvas sobreviven en el intestino, puede causar trastornos digestivos llamados miasis.

## Sistemática
El género Eristalis se subdivide en varios subgéneros y grupos de especies: (Eristalomyia, Eristalis, Eoeristalis etc.).
Las especies incluyen:
| - Eristalis abusiva - Eristalis alleni Thompson, 1997 - Eristalis alpina - Eristalis anthophorina - Eristalis arbustorum - Eristalis barda - Eristalis brousii - Eristalis cryptarum - Eristalis cyatheus - Eristalis dimidiata - Eristalis fenestrata - Eristalis flavipes - Eristalis fraterculus - Eristalis gatesi - Eristalis gomonojunovae - Eristalis hirta - Eristalis horticola - = Eristalis lineata - Eristalis intricaria - Eristalis jugorum - Eristalis latifrons | - Eristalis lunata - Eristalis marfax - Eristalis nemorum - = Eristalis interrupta - Eristalis obscura - Eristalis oestracea - Eristalis picea - Eristalis precipua - Eristalis reflugens - Eristalis rossica - Eristalis rupium - Eristalis saphirina - Eristalis saxorum - Eristalis seniculus - Eristalis similis - = Eristalis pratorum - Eristalis stipator - Eristalis tecta - Eristalis tenax - Eristalis transversa - Eristalis tricolor |